# Hōnen Matsuri
Hōnen Matsuri (tiếng Nhật: 豊年祭; Phong Niên Tế) là một lễ hội phồn thực được tổ chức hàng năm vào ngày 15/3 ở Nhật Bản, nhưng nổi tiếng nhất là ở thành phố Komaki, tỉnh Aichi, Nhật Bản.
Honen trong tiếng Nhật có nghĩa là "năm thịnh vượng" còn matsuri có nghĩa là "lễ hội". Honen Matsuri được tổ chức nhằm cầu nguyện cho một mùa màng tốt tươi và phát đạt.
Điểm nhấn của hoạt động lễ hội là chiếc xe lễ hội chở theo hình tượng dương vật người khổng lồ bằng gỗ nặng 280 kg và dài 2,5 m. Linh vật được đưa từ trong đền thờ Shinmei Sha tọa lạc trên đồi cao trong năm chẵn hoặc từ đền Kumano Sha trong năm lẻ đến ngôi đền Tagata Jinja. Lễ hội sôi động bắt đầu từ 10 giờ sáng, quanh đền Tagata Jinja, đích đến của linh vật. Tất cả thức ăn và quà lưu niệm đều có hình dáng dương vật người được bán. Rượu sake lấy từ những thùng gỗ được chuyền tay nhau đến mọi người. Khoảng 2 giờ chiều, mọi người cùng đến đền Shinmei Sha bắt đầu cho buổi lễ. Các thầy tu sẽ đọc những lời chúc và truyền đi lời cầu nguyện đến những người tham gia và rước kiệu, cũng như dương vật gỗ to đang được mang đi diễu hành trên đường.